# Marie d'Agoult
Pour les articles homonymes, voir Agoult, Daniel Stern et Stern.
Marie Catherine Sophie de Flavigny, dite Marie d'Agoult ou comtesse d'Agoult, aussi connue sous le pseudonyme de Daniel Stern, née le 31 décembre 1805 à Francfort-sur-le-Main (Saint-Empire) et morte le 5 mars 1876 à Paris 8e, est une femme de lettres française.

## Biographie

### Enfance
Marie de Flavigny est née le 31 décembre 1805 à Francfort-sur-le-Main, elle est la fille d'Alexandre Victor François de Flavigny (1770-1819), noble français émigré pendant la Révolution et de Maria Elisabeth Bethmann (1772-1847), d'une vieille famille de banquiers juifs ou catholique allemands convertis à la religion protestante.
La famille revient en France après la naissance de Marie. Le père de Marie lui donne ainsi goût à la littérature française, et sa mère l'incite à l'apprentissage de la langue allemande. La maison familiale se trouve près de la ville de Monnaie Durant un séjour à Francfort, elle rencontre Johann Wolfgang von Goethe qui lui donnera une "bénédiction". De 1819 à 1821, elle est éduquée au couvent des Sœurs du Sacré-Cœur de Jésus, dans l'ancien hôtel Biron (actuel musée Rodin) de l'âge de quatorze à seize ans,. Elle poursuit sa formation intellectuelle en Touraine, en étant influencée par de grands écrivains tels que Chateaubriand, Rousseau ou même Lamartine.

### Amours
Le 16 mai 1827, elle épouse le comte Charles Louis Constant d’Agoult (13 janvier 1790 - 16 mars 1875), colonel de cavalerie, premier écuyer de Madame la Dauphine qui a laissé d'intéressants mémoires sur la guerre d'indépendance espagnole durant la période napoléonienne. Elle lui donne deux filles :
- Louise (1828-1834) ; morte dans les bras de sa mère à l'âge de six ans. « Je la serrai contre mon sein. Elle poussa un cri, et je sentis son corps affaissé peser d’un poids inerte sur ma poitrine[11]. »
- Claire (1830-1912), qui épouse le marquis Guy de Charnacé (1825-1909).

En 1833 commence sa liaison avec le compositeur Franz Liszt, rencontré lors d'un concert dans un salon de la noblesse parisienne. La comtesse a alors vingt-huit ans, l'artiste six ans de moins. Malgré leur différence de position sociale, ils éprouvent aussitôt une violente passion réciproque. Sa relation avec son mari est de plus altérée par la mort de leur fille Louise en 1834, quelques mois après le début de sa relation avec Liszt : « Par une de ces duretés de la nature et du sort dont le cœur humain s’étonne, la perte d’un enfant, l’affliction commune, au lieu de nous rapprocher, mon mari et moi, ne fit qu’étendre entre nous la distance et le silence ». Elle quitte son mari pour Liszt en 1835. Ensemble, ils quittent la France et arrivent à Genève le 21 août 1835. Puis ils voyagent en Italie, où ils demeurent de 1837 à 1839, séjournant successivement à Bellagio, Milan, Venise, Lugano, Modène, Florence, Bologne et Rome. Ce sont ces voyages qui ont inspiré au compositeur son cycle de recueils pour piano intitulé Années de pèlerinage.
Trois enfants qu'elle a de Liszt naissent pendant ces années d'errance :
- Blandine[13] (1835-1862) épouse en 1857 Émile Ollivier, avocat et homme politique français. Ils ont un fils, Daniel ;
- Cosima[14] (1837-1930) épouse le chef d'orchestre Hans von Bülow, puis le compositeur Richard Wagner ;
- Daniel (1839-1859), mort de la tuberculose (le roman Nélida est l'anagramme de Daniel).

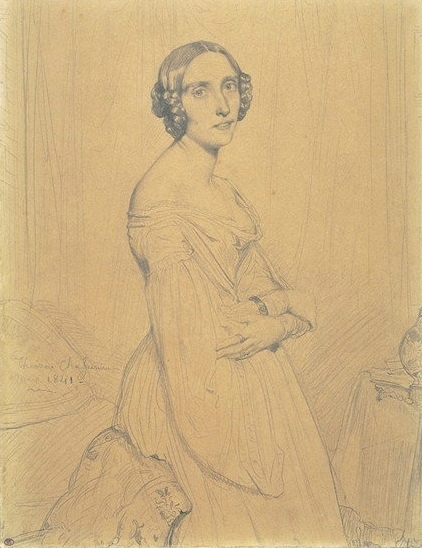
Théodore Chassériau, Portrait de Marie d'Agoult (1841), Paris, musée du Louvre.

Selon Sabine Cantacuzène, elle aurait en outre eu un garçon, Charles d'Avila, non reconnu par Franz Liszt, adopté et élevé par la famille D'Avila à Parme en Italie. Ce garçon pourrait être issu de sa liaison avec Louis Tribert, riche propriétaire foncier dans la région de Champdeniers ; elle séjourna dans son logis de Puyraveau. Selon un des fils Tribert, celui-ci aidait financièrement Marie d'Agoult en lui versant un revenu régulier par le fruit de différents placements boursiers, comme en 1866 où il place pour elle 30 000 francs ; il n'habitait pas avec elle boulevard Malesherbes, mais avec le personnel dans une maison de la rue de Chaillot, « dans l'illusion d'une vie de couple ».

### Engagements

#### Daniel Stern et la révolution de 1848
Marie d'Agoult comme son amie George Sand choisit un pseudonyme masculin pour publier ses écrits. Le choix de son pseudonyme fut fait après un dialogue avec Émile de Girardin : « Je pris machinalement le crayon et j’écrivis Daniel. C’était le nom que j’avais donné à l’un de mes enfants, le nom du prophète sauvé de la fosse aux lions, qui lisait dans les songes. » Elle choisit donc le nom qu'elle donna à un de ses fils comme pseudonyme.
En 1850, elle publie sous le nom de Daniel Stern, Histoire de la Révolution de 1848. Bien que n'ayant pas directement participé aux événements, elle rapporte approximativement les faits et les analyses de façon personnelle. Cette histoire immédiate et contemporaine demeure une référence pour les historiens.
En 1846, elle avait publié un Essai sur la liberté. Pour elle, la liberté est attachée à la condition humaine et s'accroît avec la connaissance.

#### Le salon de Marie d'Agoult
Durant le Second Empire, Marie tint un salon dans lequel se rencontrèrent les républicains comme Émile Ollivier, Jules Grévy, Carnot, Émile Littré ou l'économiste Dupont-White.

### Sépulture
Marie d'Agoult est enterrée au cimetière du Père-Lachaise, division 54. Sa tombe est ornée d'un monument commandé par Tribert et sculpté par Henri Chapu (exposé au salon de 1877, inauguration en 1880).

## Amitiés et conflits
La relation de Marie d'Agoult avec George Sand a été parfois amicale, le plus souvent conflictuelle.
En 1839, dans Béatrix, Honoré de Balzac fait des allusions directes à Marie d'Agoult  qui se reconnaît dans le personnage de Béatrix de Rochefide, mais elle apprécie si peu ce portrait qu'elle se met aussitôt à haïr Balzac dès la parution du roman. On reconnaît aussi George Sand dans le même roman, décrite, elle, sous les traits flatteurs de Félicité des Touches, une authentique intellectuelle.
Son amitié a été précieuse à Julie-Victoire Daubié, première bachelière de France, qu'elle a mise en relation avec le milieu journalistique.
Elle a entretenu une longue correspondance entre 1838 et 1876 avec Hortense Allart, femme de lettres, monarchiste conservatrice, amie de Sainte-Beuve, maîtresse de Chateaubriand en 1829.
Victor Hugo, apprenant son décès, n’est pas tendre à son sujet dans ses carnets : « Peu de talent, petite âme . »

## Œuvres

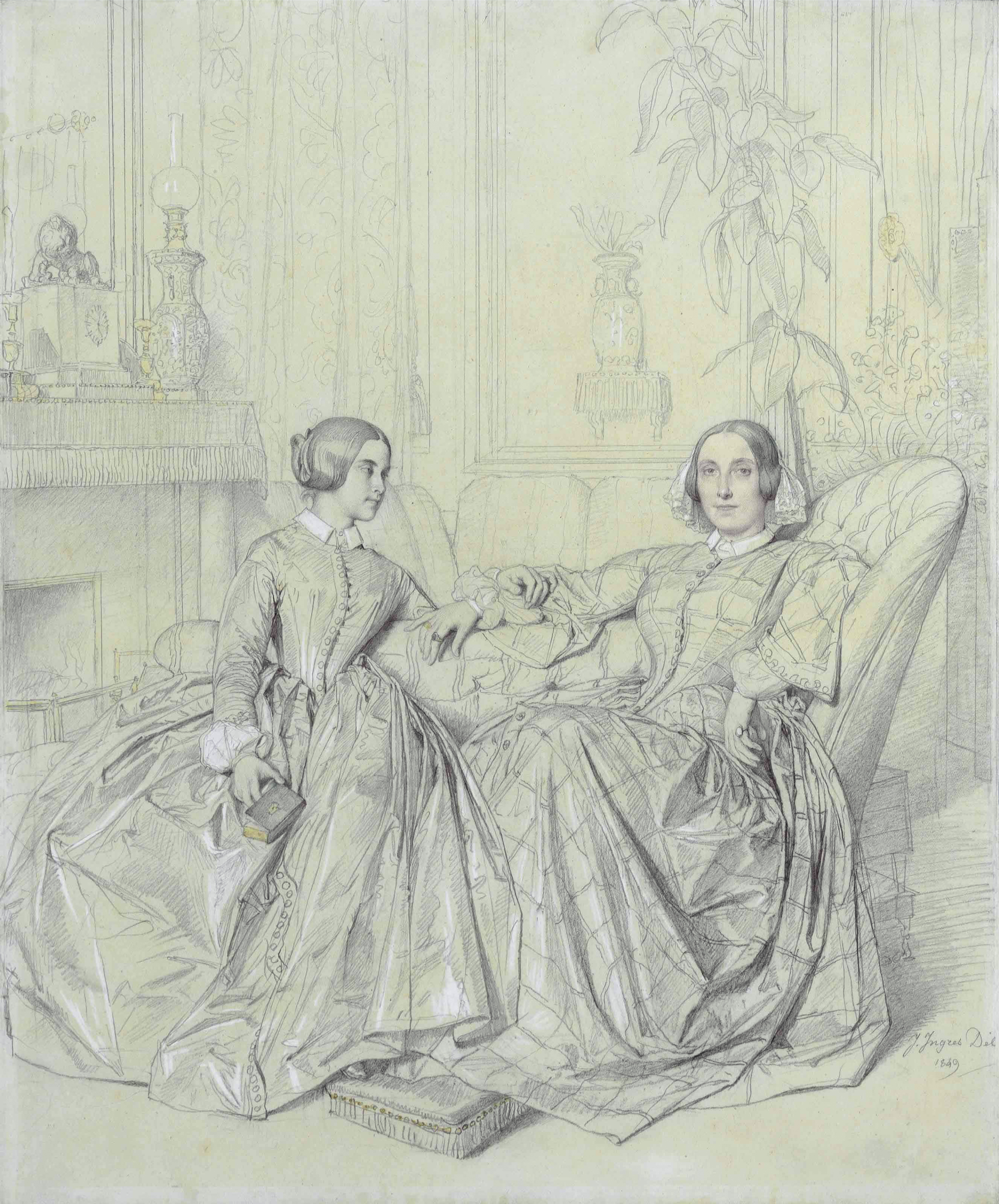
Jean-Auguste-Dominique Ingres, Comtesse Charles d'Agoult, née Marie d'Agoult, et sa fille Claire d'Agoult (1849), localisation inconnue.

- Valentia, Hervé, Julien, 1841-1845 ; rééd. Calmann-Lévy, 1883, texte en ligne sur Gallica : Valentia, Hervé, Julien
- Daniel Stern, Nélida, Paris, Amyot, 1846 (BNF 30005135, lire en ligne)
- La Boîte aux lettres, roman en trois journées ; rééd. Calmann-Lévy, 1883, texte en ligne sur Gallica
- Ninon au couvent, ou Il ne faut jamais manquer à ses amis, proverbe, onze scènes ; rééd. Calmann-Lévy, 1883, texte en ligne sur Gallica
- Daniel Stern, Lettres républicaines, Paris, Amyot, 1848 (BNF 30005131, lire sur Wikisource, lire en ligne).
- Daniel Stern, Esquisses morales et politiques, Paris, Pagnerre, 1849 (BNF 30005114, lire en ligne)
- Trois journées de la vie de Marie Stuart (1856).
- Daniel Stern, Florence et Turin : études d'art et de politique, Paris, Michel Lévy, 1862 (BNF 30005121, lire en ligne)
- Daniel Stern, Histoire de la Révolution de 1848, Paris, Éditions Charpentier, 1862 (BNF 30005123, lire sur Wikisource, lire en ligne).
- Daniel Stern, Essai sur la liberté considérée comme principe et fin de l'activité humaine, Paris, Michel Lévy, 1863 (BNF 30005119, lire en ligne)
- Daniel Stern, Dante et Goethe, Paris, Didier, 1866 (BNF 30005113, lire en ligne)
- Daniel Stern, Nélida, Paris, Michel Lévy, 1866 (BNF 30005136, lire en ligne)
- Daniel Stern, Histoire des commencements de la république aux Pays-Bas, Paris, M. Lévy frères, 1872 (BNF 30005128, lire en ligne), prix Thérouanne de l'Académie française en 1873
- Daniel Stern, Esquisses morales, Paris, Calmann Lévy, 1880 (BNF 30005117, lire en ligne)

Autobiographie
- Mes souvenirs, 1806-1833, Paris, Calmann Lévy, 1880 ; texte en ligne sur wikisource
- Mémoires (1833-1854), avec une introduction de M. Daniel Ollivier, Calmann-Lévy, 1927.

Correspondance
- Serge Gut et Jacqueline Bellas (éd.), Franz Liszt - Marie d’Agoult, Correspondance, Paris, Fayard, 2001, 1344 p.  (ISBN 2-213-61010-X)
- Marcel Herwegh, Au Printemps des Dieux, correspondance inédite de la comtesse Marie d'Agoult et du poète Georges Herwegh, Paris, Gallimard, 1929.
- Charles Dupêchez, Hortense et Marie. Une si belle amitié, Paris, Flammarion, 2018, 320 p.,  (ISBN 978-2-08142-397-8).

## Hommages

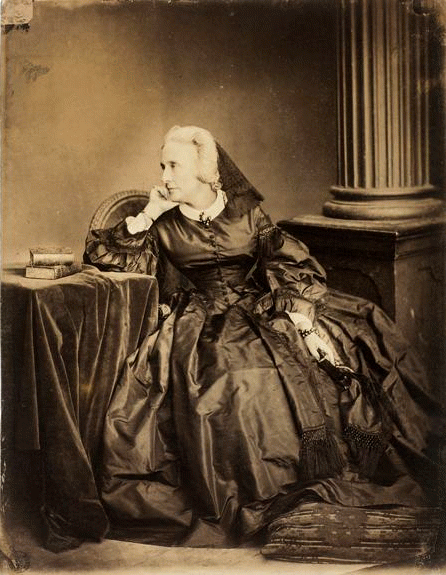
Marie d'Agoult, photographie d'Antony-Samuel Adam-Salomon (vers 1861), Paris, musée d'Orsay.

À Paris, dans le 15e arrondissement, la rue Daniel Stern porte son nom.